# Paperino e il tesoro dei vichinghi
Paperino e il tesoro dei vichinghi (Luck of the North) è una storia a fumetti di Carl Barks, pubblicata per la prima volta su Four Color n. 256 del dicembre 1949. La storia ha come protagonisti Paperino e Qui, Quo e Qua ed è la prima di lungo respiro (32 tavole) in cui appare Gastone Paperone. L'idea per la storia fu suggerita a Barks da Dana Coty, un suo ex collega alla Disney.

## Trama
Paperino incontra suo malgrado per la strada l'insopportabile cugino Gastone, che si diverte a farlo rodere dall'invidia mostrandogli la sua proverbiale fortuna all'opera; esasperato dalla sua presunzione, Paperino decide di sbarazzarsi una buona volta del cugino con un trucco: disegna una finta mappa con le indicazioni per raggiungere un ipotetico giacimento di uranio, localizzandolo in un punto indicato da coordinate scelte a caso, e fa in modo di fargliela trovare: l'esca funziona, e Gastone parte in tutta fretta, per la gioia del cugino che confida nel fatto che tornerà il più tardi possibile. 
Quella notte, però, Paperino, che sul mappamondo ha scoperto di aver scelto delle coordinate riferite a un punto imprecisato nel Mar Glaciale Artico, non riesce a sopprimere la preoccupazione e il senso di colpa per aver effettivamente spedito Gastone in terre ostili e pericolose, quindi decide alla fine di partire anche lui, trascinandosi dietro Qui, Quo e Qua, in una folle corsa contro il tempo per intercettarlo prima che gli accada qualcosa di brutto. I nostri arrivano dunque in Alaska, ma scoprono che il cugino è sempre un po' più avanti di loro, anche perché grazie alla sua fortuna (ma anche imbrogliando un villaggio di eschimesi) riesce ad accaparrarsi i migliori o gli unici mezzi di spostamento; dopo diverse tappe il viaggio si sposta su kayak nel gelido oceano settentrionale, e alla fine i quattro paperi scoprono che il punto indicato dalle coordinate si trova in corrispondenza di un enorme iceberg, dove nel frattempo Gastone è già arrivato e sta cercando l'uranio senza successo con un contatore Geiger. Paperino lo trova e gli racconta la verità, ma Gastone reagisce male e i due hanno una colluttazione, durante la quale il kayak del fortunato papero va distrutto; occorre dunque che uno di loro due rimanga sull'iceberg ad attendere che l'altro insieme ai nipotini faccia ritorno con una barca più grande, e ovviamente il classico testa o croce arride a Gastone, che però non si fa alcuno scrupolo a lasciare i cuginetti dal momento che questi si impuntano non volendo partire senza lo zio Paperino; mentre si allontana pagaiando, Gastone nota nella trasparenza del ghiaccio che un antico dreki è intrappolato all'interno dell'iceberg. 
I quattro paperi trascorrono giorni di freddo e stenti mangiando pesce, e nel frattempo la montagna di ghiaccio, alla deriva verso sud, si scioglie sempre più e viene persino bombardata da una nave da guerra per un'esercitazione; si spacca dunque, e i nostri precipitano inaspettatamente su un tavolato: la nave vichinga è ora per metà libera dal ghiaccio, ed essi vi trovano armi e oggetti d'oro purissimo, oltre che della gustosa carne congelata. Rifocillatisi, si adoperano per liberare l'imbarcazione dal ghiaccio, ma ecco che Gastone ritorna con una nave di soccorsi come promesso, e si impadronisce del tesoro in virtù dei suoi diritti, avendo scoperto la nave per primo; ancora sconfitti, i quattro si rifiutano di tornare sulla terraferma con lui, che di nuovo li abbandona senza troppi scrupoli, e, rimasti soli, liberano definitivamente la nave vichinga dal ghiaccio e affrontano le insidiose acque del nord; sprovvisti della buona sorte del cugino, vanno incontro, come era prevedibile, a una tremenda tempesta, e la nave affonda poco dopo che sono riusciti a mettersi in salvo su una zattera di fortuna. Intirizzito e disilluso, Paperino riceve però dai nipotini un'ultima sorpresa: essi hanno salvato dall'antica imbarcazione una mappa, disegnata mille anni fa, che raffigura l'America del Nord e testimonia la scoperta operata dai Vichinghi secoli prima di Cristoforo Colombo; inizialmente Paperino intende distruggerla, essendo loro finiti in quella situazione per colpa di una mappa, ma i nipotini gli fanno capire che essa è uno dei documenti storici più preziosi al mondo, di valore molto maggiore rispetto all'oro che Gastone ha portato via dalla nave; stremati ma felici, i quattro cantano e ballano euforici, mentre dei marinai della guardia costiera li avvistano e vengono a prenderli, increduli.

## Edizioni
Paperino e il feticcio fu pubblicata per la prima volta negli Stati Uniti su Four Color n. 256 del dicembre 1949, e ristampata diverse volte negli anni successivi. Fu pubblicata anche in diverse nazioni europee oltre che in Australia, Brasile, Canada, Cile, Indonesia e Messico. In Italia fu pubblicata, divisa in tre parti, nei numeri 13, 14 e 15 di Topolino, da aprile a giugno del 1950; in questa edizione la terza parte fu intitolata Paperino e la nave dei Vichinghi.

## Accoglienza
Michael Barrier fa notare che ciò che colpisce di più in Paperino e il tesoro dei vichinghi e nella precedente Paperino e il feticcio "è quanto Barks fosse diventato magistrale nel padroneggiare non solo la grammatica dei fumetti, ma anche quella che potrebbe essere definita retorica dei fumetti – la raccolta degli elementi di una storia a fumetti per creare la più forte impressione possibile". La storia è apprezzata in modo particolare per la sequenza delle tavole 7 e 8 in cui Paperino viene preso dal senso di colpa per aver mandato il cugino nel Mar Glaciale Artico. Barrier sostiene che all'epoca Barks fosse così "padrone del suo mezzo" che, pur con cambiamenti del volto "quasi impercettibili", Paperino riesce a trasmettere il movimento del suo pensiero "attraverso la sua postura e persino la posizione delle pupille dei suoi occhi"; inoltre le frasi che pensa "danno voce all'inquietudine di Paperino, in modo che i disegni non debbano lavorare troppo e sconfiggano il pericolo che la pagina possa sembrare frammentata in schegge di tempo". Barrier afferma inoltre che in Paperino e il tesoro dei vichinghi verrebbe sviluppato il risentimento di Paperino verso la fortuna di Gastone, che in questa storia "non è mai solo un pretesto per delle gag ma sempre il motore del racconto".